# 童蘭
童蘭（1449年—？），字世馨，河南孟津縣人，府軍左衛官籍，明朝政治人物。進士出身。

## 生平
早年出身國子生，舉順天府鄉試第十八名。成化十一年（1475年）乙未科會試第一百五十九名，殿試登進士第二甲第九十二名。

## 家族
曾祖父童伯章。祖父童友福。父亲童銘，曾任百戶。